# Bernardo Prada
Bernardo Prada fue un político peruano. 
Fue elegido diputado por la entonces provincia cusqueña de Aymaraes entre 1872 y 1876 durante el gobierno de Manuel Pardo. En función de la creación del departamento de Apurímac en 1873, desde 1874 fue considerado diputado por el departamento de Apurímac.  Fue reelegido como diputado suplente en 1876 durante el gobierno de Mariano Ignacio Prado  y reelecto en 1879 durante el gobierno de Nicolás de Piérola y la guerra con Chile.